# Ачимпонг, Франк
Фра́нк Опо́ку Ачимпо́нг (англ. Frank Opoku Acheampong; родился 16 октября 1993, Аккра, Гана) — ганский футболист, вингер китайского клуба «Шэньчжэнь». Выступал за сборную Ганы.

## Карьера
Первым профессиональным клубом футболиста стал ганский «Кинг Файсал Бэйбс». В 2010 году Ачимпонг мог оказаться в итальянском «Палермо», но сделка сорвалась. Новым клубом Франка стал ганский «Берекум Челси», а вот следующий сезон футболист начал в чемпионате Таиланда — он подписал контракт с командой «Бурирам Юнайтед» сроком до 31 декабря 2013 года. В ноябре 2012 года Ачимпонг был на просмотре в шотландском «Селтике», но не смог произвести впечатление на тренеров команды. В январе 2013 ганец перешёл в бельгийский «Андерлехт» на правах аренды. В Брюсселе футболист должен был провести весь 2013 год, однако летом его трансфер был выкуплен за 1 миллион евро.
15 августа 2012 года Франк дебютировал в сборной Ганы в матче против Китая. Он вышел в основном составе сборной и был заменён на 60-й минуте. Та встреча закончилась со счётом 1:1. Свой первый мяч за сборную забил 10 сентября 2013 в товарищеской игре против Японии (1:3).
В 2013 году сыграл на молодёжном чемпионате мира 2013 в Турции. Фрэнк провел на турнире 7 игр, забив по голу в ворота США и Ирака. Вместе с командой он стал бронзовым призёром чемпионата мира.
28 июля 2013 дебютировал в чемпионате Бельгии. 11 августа Ачимпонг забил свой первый мяч в Лиге Жюпилер, отличившись в игре против «Гента».
16 февраля 2017 года в матче 1/16 финала Лиги Европы оформил дубль в ворота российского «Зенита», принеся команде победу.

## Достижения
«Бурирам Юнайтед»
- Победитель Премьер-Лиги Таиланда: 2011.
- Обладатель Кубка Таиланда: 2011, 2012.
- Обладатель Кубка таиландской лиги: 2011, 2012

 «Андерлехт»
- Чемпион Бельгии: 2014, 2017
- Обладатель Суперкубка Бельгии: 2013, 2014

 Сборная Ганы
- Бронзовый медалист молодёжного чемпионата мира: 2013
- Серебряный медалист Кубка Африканских наций: 2015